# Димитър Аджарски
Димитър Аджарски е български учител, поет и писател.

## Биография
Роден е на 24 юни 1904 г. с. Дойренци, Ловешко. Основно образование завършва в ОУ „Христо Ботев“ (Дойренци), средно в Държавно педагогическо училище „Княз Борис Търновски“ (Ловеч).
Получава учителска професионална квалификация в Института за прогимназиални учители (Шумен). Работи като учител и директор на ОУ „Христо Ботев“ (Дойренци). За кратко време е околийски училищен инспектор в Свищов.
Създател и ръководител на Музикален клуб „Родни звуци“. В него се развива ученически хор (1930), духов мъжки оркестър (1933), школа по цигулка и ученически цигуларски оркестър (1938). Оттук започват своят път в изкуството оперната певица сопран Радка Пенева (Конфорти) и преподавателят в Държавната музикална академия професор Сима Христова.
За пръв път печата свои литературни творби през 1926 г. Сътрудник на сп. „Светлоструй“, „Ведрина“ и „Нива“. Пише под псевдоним „Стамен Бетонов“, „Адажио“, „Владимир Бойков“, „П. Митан“ и „Чаир“.
Възстановява работата на читалище „Просвета“ в родното си село (1927). Създава литературния кръг „Младо село“. Редактор на в-к „Мост“, „Гребец“ и „Изворче“. На техните страници са публикувани първите произведения на Георги Свежин и Николай Драганов.
Автор на стихосбирката „Пред изгрев“ (1929), разказите „Гоше“ и „Мизерия“ (сб. „Два свята, 1932)“, сб. разкази „Жълтото око“ и „Приятелите на смъртта“, повестта „По белия друм“, драмата „Дълг и чест“ и „Зад кулисите“, романа „Завой“ и „Тракторист“.